# Рабухін Олександр Юхимович
Олекса́ндр Юхи́мович Рабу́хін (* 1899—1979) — український і російський фтизіатр. Заслужений діяч науки РРФСР (1960).

## Біографія
Закінчив Харківський університет (1922).
У 1924—1940 роках науковий співробітник Харківського науково-дослідного інституту туберкульозу. Від 1940 року в Москві — професор Центрального інституту удосконалення лікарів.
Поховано на Новокунцевському кладовищі.
Рабухін — автор 150 наукових праць з питань клініки туберкульозу та його хіміотерапії, зокрема 11 монографій.
Лауреат Ленінської премії (1980), Державної премії СРСР (1976).

## Книги
- Ранние формы туберкулеза у взрослых (1946)[1]
- Эпидемиология и профилактика туберкулеза (1957) [2]
- Саркоидоз (1975)
- Что нужно знать о туберкулезе (1976)[3]
- Актуальные вопросы пненмологии (1978)[4]
- Современные особенности эпидемиологии, клиники и патогенеза туберкулеза легких (1978)
- Что нужно знать о туберкулезе (1981)
- Избранные труды (1983)